# Басс, Карен
Карен Рут Басс (англ. Karen Ruth Bass; род. 3 октября 1953, Лос-Анджелес) — американский политик, член Демократической партии, член Палаты представителей США (2011—2022). Первая женщина — мэр Лос-Анджелеса (с 2022).

## Биография
Родилась в Лос-Анджелесе, родители — Вильгельмина и Девитт Талмэдейдж Басс. Провела детство в пригороде Лос-Анджелеса Венис и в районе Фэйрфакс, окончила школу имени Гамильтона. Изучала философию в Университете штата Калифорния в Сан-Диего с 1971 по 1973 год, в 1990 году окончила Университет штата Калифорния в районе Домингес Хиллз города Карсон со степенью бакалавра наук в медицинском обслуживании. Работала ассистентом врача и инструктором в Медицинской школе имени Кека при Университете Южной Калифорнии.
В 2004 году избрана в Ассамблею штата Калифорния от 47-го округа, а в 2008 году стала первой афроамериканкой, занявшей должность спикера в законодательном органе какого-либо штата в США.
2 ноября 2010 года избрана в Палату представителей США от 33-го избирательного округа Калифорнии.
С 2013 года представляла в Палате 37-й избирательный округ Калифорнии, в 2018 году на очередных выборах победила республиканца Рона Бассилиана с результатом 89 %.
27 сентября 2021 года объявила об отказе от переизбрания на новый срок полномочий в Палату представителей и намерении выставить свою кандидатуру на выборах мэра Лос-Анджелеса.
7 июня 2022 года состоялись межпартийные предварительные выборы, по итогам которых максимальное количество голосов среди всех кандидатов набрали Карен Басс и девелопер Рик Карузо (к 17 июня подсчёт бюллетеней дал результаты соответственно 42,9 % и 36,3 %). Они вышли на прямые выборы 8 ноября 2022 года.
8 ноября 2022 года состоялись выборы мэра, окончательные итоги которых были подведены к 16 ноября — Басс победила Рика Карузо с результатом 53,1 % и стала первой в истории женщиной, избранной на пост мэра Лос-Анджелеса.
12 декабря 2022 года вице-президент США Камала Харрис привела Басс к присяге, и она официально вступила в должность.
В январе 2025 года произошли крупнейшие в истории Лос-Анджелеса природные пожары в его окрестностях.
В июне 2025 года поддержала протесты в Лос-Анджелесе под лозунгом «Нет королям» против иммиграционной политики президента Дональда Трампа.